# 托滕巴赫河 (科爾巴赫河支流)
48°52′41″N 12°57′40″E / 48.87806°N 12.96111°E
托滕巴赫河是德國的河流，位於該國東南部，由巴伐利亞負責管轄，屬於科爾巴赫河的支流，河道全長2.3公里，流經代根多夫縣。